# Mühle (Kissing)

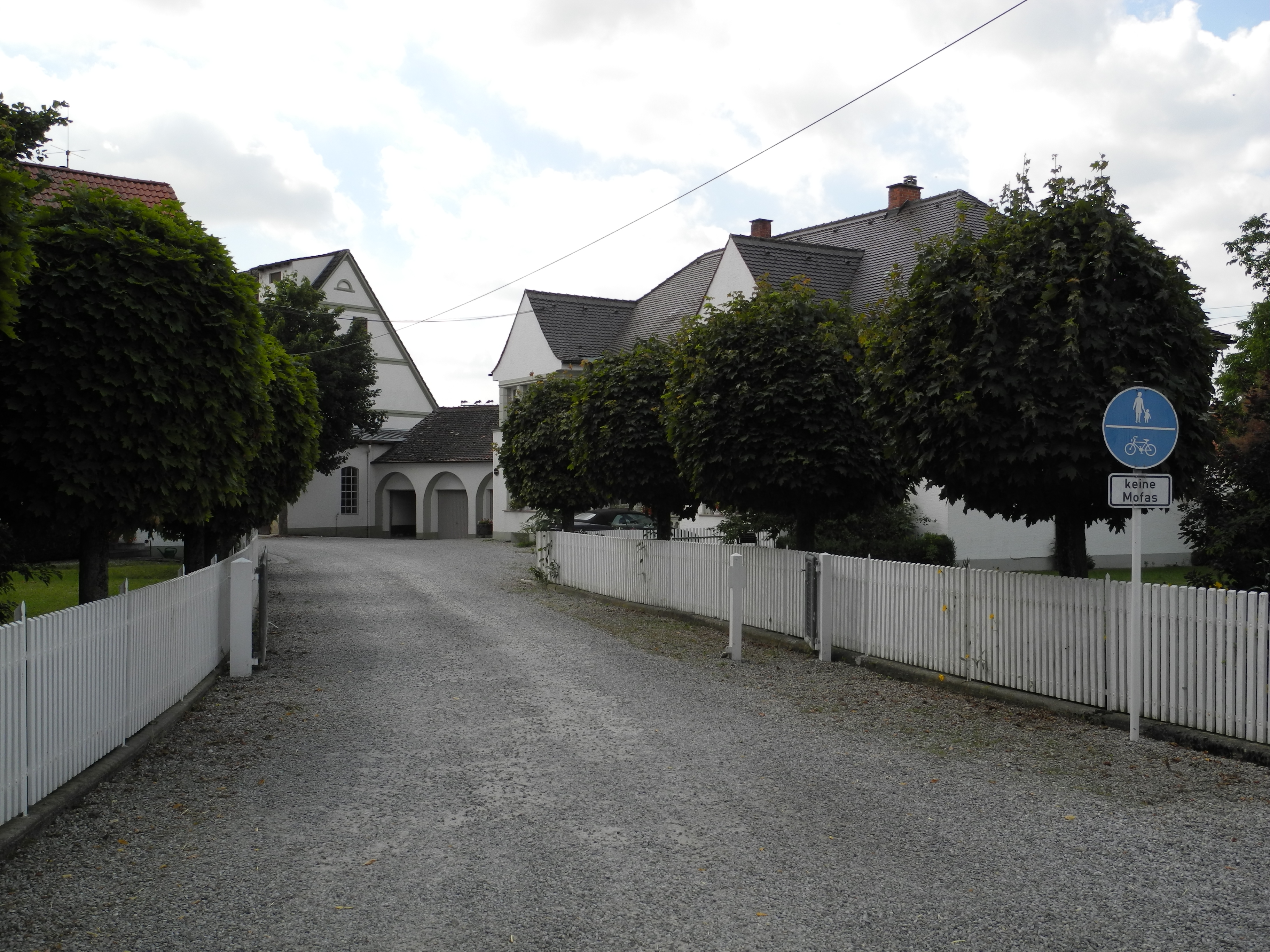
Mühlenanlage in Kissing

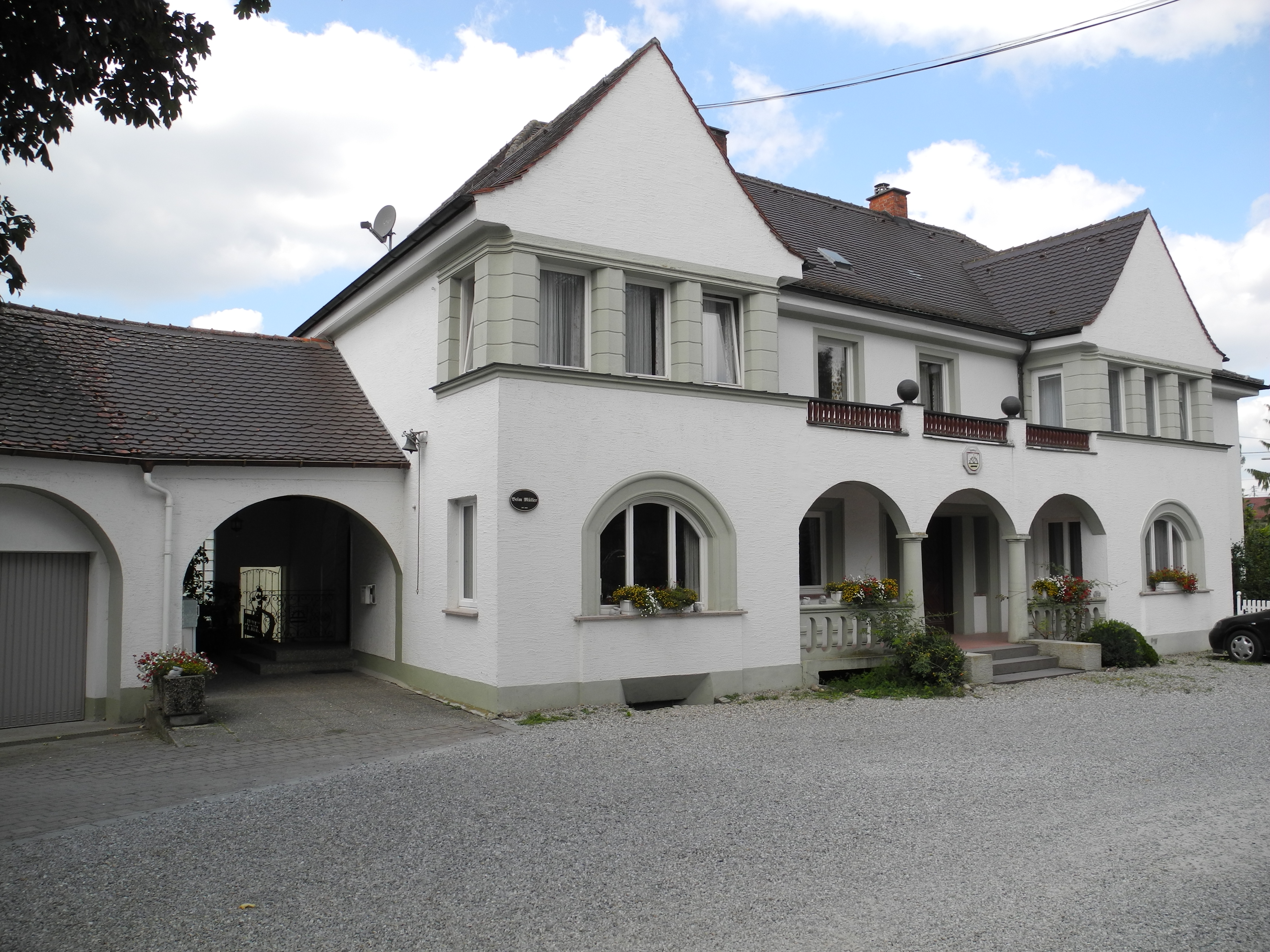
Wohnhaus des Mühlenbesitzers

Die Mühle, ehemals als Asam-Mühle bezeichnet, in Kissing, einer Gemeinde im schwäbischen Landkreis Aichach-Friedberg, stammt im Kern aus der zweiten Hälfte des 18. Jahrhunderts. Die Wassermühle an der Hauptstraße 1 und das dazugehörige Wohnhaus an der Hauptstraße 2 sind geschützte Baudenkmäler.
Der große, zweigeschossige Giebelbau mit Satteldach und Putzbändern wurde in späterer Zeit erneuert. Die Mühle wurde durch das Wasser der Paar angetrieben. 
Das als Villa bezeichnete Wohngebäude des Mühlenbesitzes ist ein zweigeschossiger Walmdachbau mit Zwerchanbauten und loggienartiger Eingangshalle aus dem Jahr 1913.